# ديبي ميلر
ديبي ميلر هي عداءة سريعة كندية، ولدت في 27 سبتمبر 1950 في تورونتو في كندا.

## وصلات خارجية
- ديبي ميلر على موقع أوليمبيديا (الإنجليزية)
- ديبي ميلر على موقع اللجنة الأولمبية الكندية (الإنجليزية)